# Vrdila
Vrdila (cirill betűkkel Врдила) település Szerbiában, a Raškai körzet Kraljevoi községében.

## Népesség
- 1948-ban 1 052 lakosa volt.
- 1953-ban 1 037 lakosa volt.
- 1961-ben 1 051 lakosa volt.
- 1971-ben 1 063 lakosa volt.
- 1981-ben 1 055 lakosa volt.
- 1991-ben 1 018 lakosa volt.
- 2002-ben 925 lakosa volt, akik közül 918 szerb (99,24%), 2 horvát, 2 montenegrói, 1 szlovák.